# Kentaurok

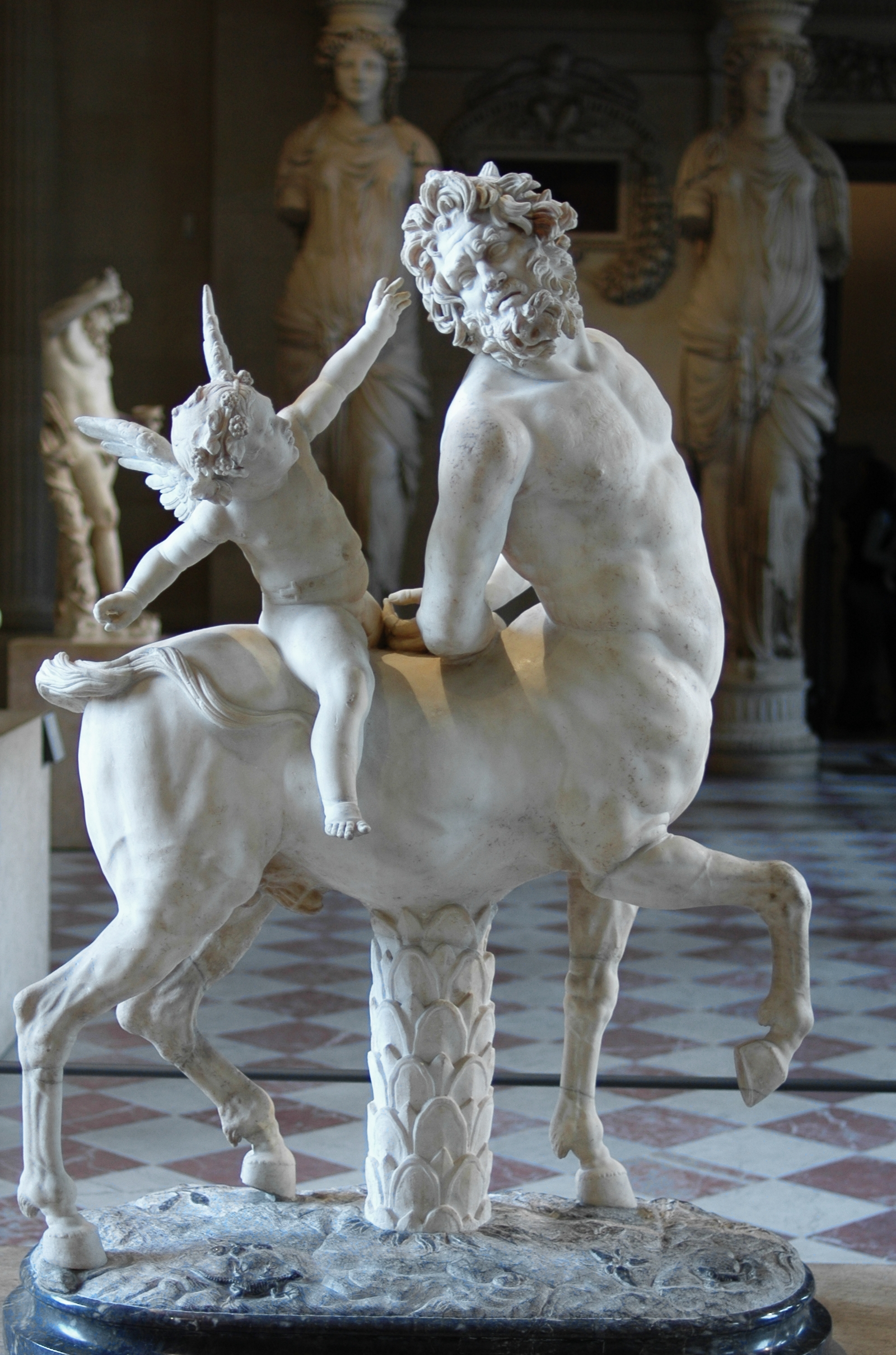
Egy kentaur a hátán Erósszal

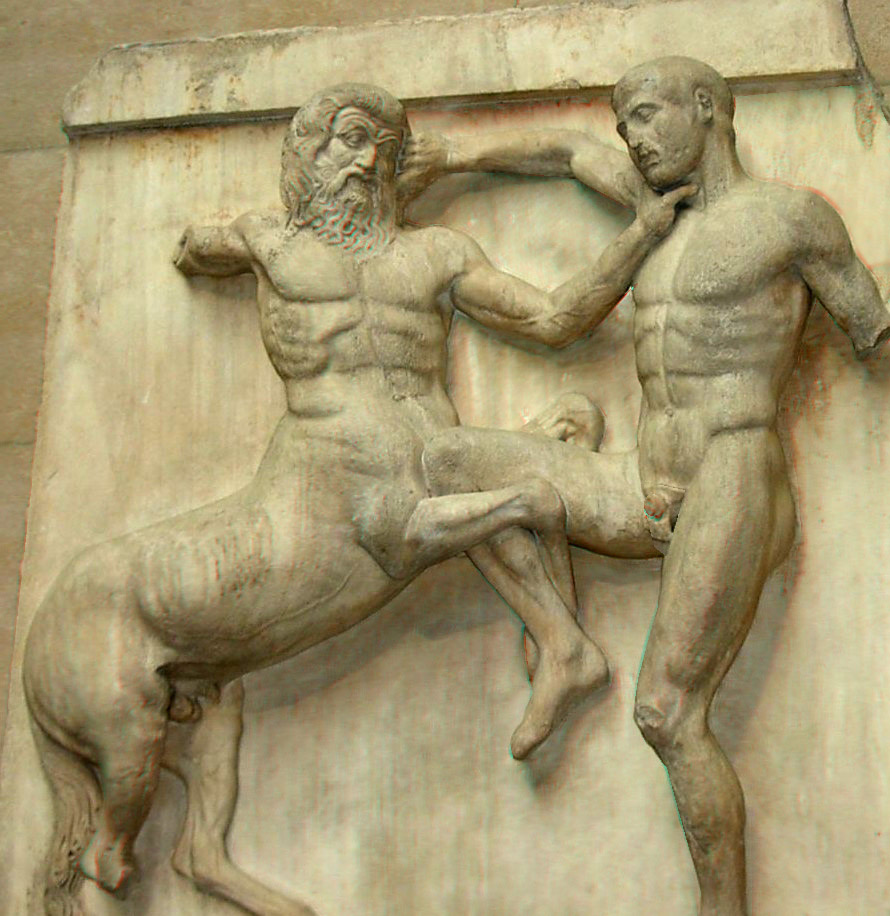
Kentaur és ember harca

A kentaurok (görögül Κένταυρος) félig ember, félig ló alakú lények a görög mitológiában. A korai attikai és boiótiai vázafestményeken úgy ábrázolták őket, hogy egy emberalakhoz kapcsolódik egy ló hátsóteste, később már úgy, hogy egy emberi torzóhoz kapcsolódik egy ló marja, ahol a ló nyakának kéne lennie. A félig ember, félig ló teremtményt sok író úgy ábrázolta művében, mint olyan lény, aki két fajta határán áll, és ez természetében is meglátszik. Gyakran egymással ellentétben álló tulajdonságaikat domborították ki, például az állatias, meg nem szelídített oldalukat mutatja be a lapithákkal vívott csata története, a megfontolt, bölcs oldalukat pedig a Kheirón kentaurról szóló mítosz.
A kentaurok ismertek arról, hogy szeretik a bort, és amikor isznak, akkor a nőkre is hamar szemet vetnek. Sok szüzet raboltak el a kentaurok. Dionüszosz kíséretének gyakori tagjaivá váltak. A Pelión hegyen laktak, Thesszáliában. A legenda szerint Ixióntól származnak. 
Történt ugyanis, hogy az örökké féltékeny Héra párt keresett magának, hogy megbosszulja Zeusz félrelépéseit. Ixiónt alkalmasnak találta erre a célra, és az ifjú lapita király szerelemre lobbant az istennő iránt. Azonban Zeusz fülébe jutott a találka híre, és egy felhőből megformázta Héra alakját (Nephelé), majd ezt elküldte a légyottra. Ixión pedig nem sokat tétlenkedett, és lefeküdt a felhő-istennővel. Ebből a vad románcból született Kentaurosz, aki előszeretettel közösült vadlovak kancáival, s így félig ember félig ló alakú teremtmények jöttek a világra, akiket apjuk saját országában telepített le. 
A kentaurok között akadt bölcs és békés teremtés is, de nagy részük részeges és erőszakos volt. Így történt, hogy Peirithoosz lapita király lakodalmán is túl sok bort ittak, és a megrészegült kentaurok el akarták rabolni királyuk és vendéglátójuk menyasszonyát, és a többi meghívott feleségét is. A fényes ünnep így vált borzalmas vérontássá. Kitört a lapiták és a kentaurok között a háború, aminek végén a megmaradt kentauroknak el kellett hagyniuk Thesszáliát.
A kentaurok végzetét Héraklész negyedik feladata jelentette, amikor Pholosznál vendégeskedett. A Héraklész és a kentaurok közti csatában a legtöbb kentaur meghalt, Nephelé pedig záporesőt sírt, amitől megereszkedett Héraklész íjhúrja. A sok kentaur legyilkolását végül Nesszosz bosszulta meg.

## Híres kentaurok
- Pholosz, a barlangi ember, Héraklész barátja
- Kheirón, Iaszón herceg nevelője
- Nesszosz, Héraklész gyilkosa

## Kentaurok a modern kultúrában

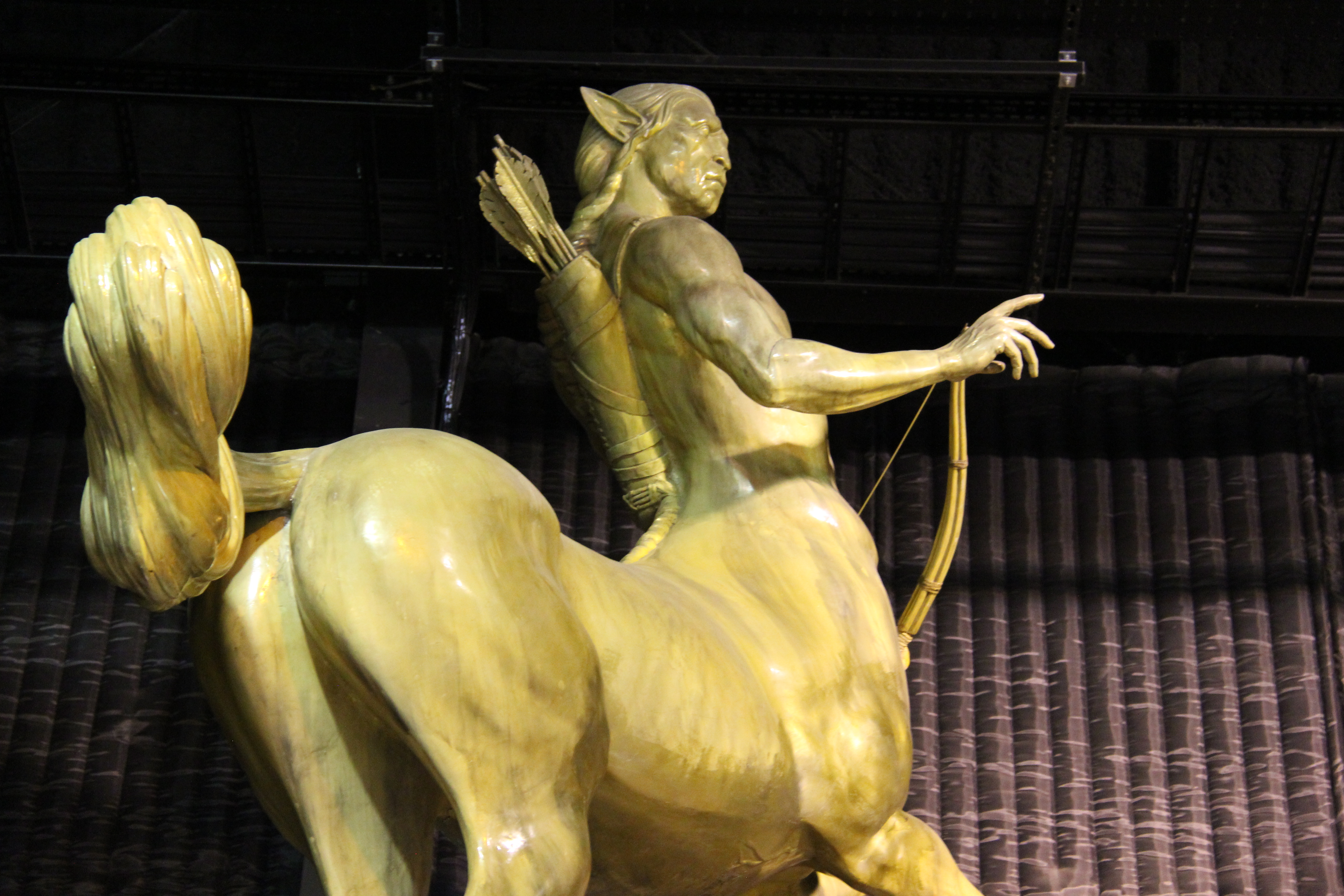
Centaur (Harry Potter Studio Tour - July 2013)

- Számos fantasy-regényben, filmben, szerepjátékban és számítógépes játékban szerepelnek kentaurok, például a Harry Potter-regénysorozatban Firenze.
- Centorea, a japán Monster Musume no Iru Nichijou manga egyik főszereplője
- Csányi Vilmos humoros-áltudományos könyve, A kentaur természetrajza a kentaurt mint valódi élőlényt mutatja be:
- A kentaur természetrajza. Anatómiája, élettana, viselkedése és kultúrökológiája; rajz Makovecz Benjamin; 1. jav., bőv. kiad.; Helikon, Bp., 2000
- A kentaur kultúra. Valamint a kentaurok viselkedése, anatómiája, élettana és kultúrökológiája, ha valakit esetleg ez is érdekel; rajz Makovecz Benjamin, 2. átdolg. kiad.; Libri, Bp., 2014
- Komáromi László alkotóművész acélból készült műve "Kentaur harcos"

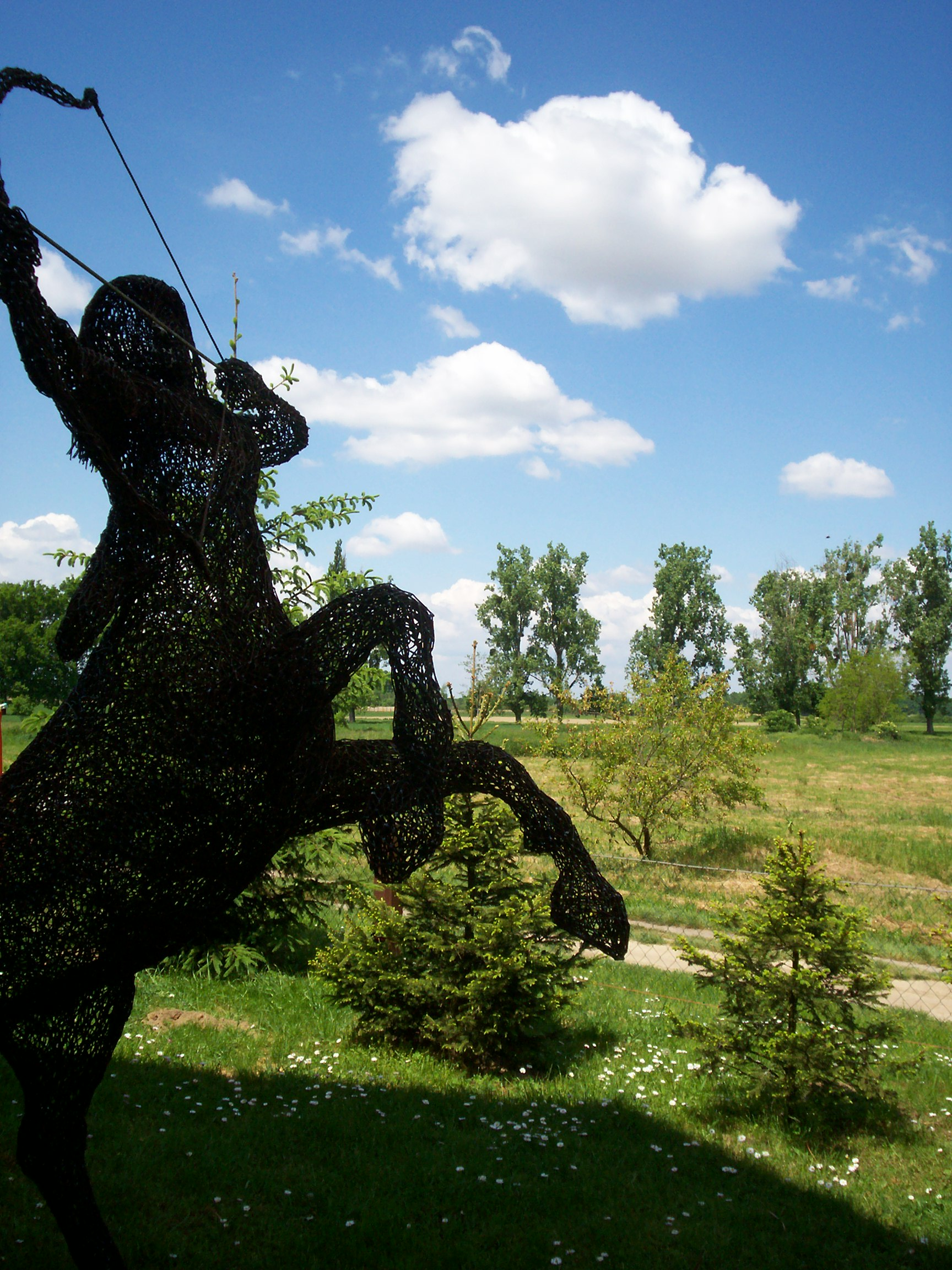

## Kapcsolódó irodalom
- Török László: A vadászó kentaur/The Hunting Centaur (ford. Naszlady Ágnes), Atlantisz Könyvkiadó-Szépművészeti Múzeum, Budapest,1998 (Kentaur), ISBN 9639165034